# KRDC
KRDC 是 KDE 的遠端控制軟體客戶端。在2007年的Google夏日程式碼大賽（SoC）中，Urs Wolfer 和其他開發者對 KRDC 進行了重大調整。
支援Virtual Network Computing（VNC）和遠端桌面協定（RDP），因此可以使用這個軟體對 Unix-like 和 Windows 個人電腦進行訪問。

## 計劃中的功能
- 支援 NX technology[2]

## 外部連結
- Home page Project krdc （页面存档备份，存于）